# José Ferreira Lima Sucupira
José Ferreira Lima Sucupira (Crato, 8 de setembro de 1781 - Fortaleza, 25 de janeiro de 1867) foi militar, jornalista, sacerdote e político brasileiro.

## Biografia
Seguia, inicialmente, a carreira militar e tomou parte saliente na Confederação do Equador, sendo um dos deputados indicados pelo Ceará ao Congresso organizado no Recife, em 1824, e como tal condenado à morte pela com missão militar salvando-o as rogativas das filhas, que foram ao Rio implorar pessoalmente o perdão a Pedro II. Seguiu, então, a carreira sacerdotal. Foi deputado provincial de 1834 a 1837 e representou o Ceará na quarta legislatura da Assembleia Geral (3 de maio de 1838 a 21 de novembro de 1841).
Em virtude da lei de 3 de outubro de 1834, passando a nomeação dos vice-presidentes das províncias a ser feita pelas assembleias provinciais, reservada ao governo imperial a classificação da ordem em que deviam servir os nomeados, a assembleia cearense, por escrutínio secreto em sessão de 11 de abril de 1835, nomeou vice-presidentes: 1.º José de Castro Silva, 2.º Joaquim José Barbosa, 3.º Francisco de Paula Pessoa, 4.º João Facundo de Castro Meneses, 5.º José Ferreira Lima Sucupira, 6.º Padre Bento Antônio Fernandes. Entrou em lista tríplice com Antônio Carlos e Manuel do Nascimento, não logrando ser escolhido senador.
Cavaleiro da Imperial Ordem de Cristo, cônego honorário da Capela Imperial, primeiro vigário-geral e provedor do bispado do Ceará, tendo sido antes pároco de Itapajé. Jornalista, redigiu O Cearense Jacaúna (1831) e O Cirineu (1857)